# Vanessa Kirby
Vanessa Nuala Kirby (sinh ngày 18 tháng 4 năm 1988) là nữ người mẫu và diễn viên người Anh. Cô từng thủ vai Joanna trong phim điện ảnh hài lãng mạn About Time năm 2013.
Từ năm 2016 đến 2017, Kirby vào vai Vương nữ Margaret trong sê-ri The Crown (đạo diễn Peter Morgan, đài Netflix), vai diễn mang về cho cô giải BAFTA cho Nữ diễn viên phụ xuất sắc nhất trong phim truyền hình. Sau này, Kirby được biết tới rộng rãi hơn qua các vai White Widow trong Mission: Impossible – Fallout (2018) và Hattie Shaw trong Hobbs & Shaw (2019).

## Cuộc đời và sự nghiệp

### Thời thơ ấu
Kirby lớn lên ở Wimbledon, Luân Đôn, Anh Quốc. Mẹ cô là một cựu biên tập viên tạp chí, còn cha cô là bác sĩ khoa tiết niệu, tên Roger Kirby.

## Danh sách phim

### Điện ảnh
| Năm  | Tên phim                                        | Vai                             | Chú thích |
| ---- | ----------------------------------------------- | ------------------------------- | --------- |
| 2010 | Love/Loss                                       | Jane                            |           |
| 2012 | The Rise                                        | Nicola                          |           |
| 2012 | Nora                                            | Người phụ nữ trẻ                | Ngắn      |
| 2013 | Charlie Countryman                              | Felicity                        |           |
| 2013 | About Time                                      | Joanna                          |           |
| 2014 | The Exchange                                    | Người đàn bà                    | Ngắn      |
| 2014 | Insomniacs                                      | Jade                            | Ngắn      |
| 2014 | Queen & Country                                 | Dawn Rohan                      |           |
| 2014 | National Theatre Live: A Streetcar Named Desire | Stella Kowalski                 |           |
| 2014 | Off the Page: Devil in the Details              | Jessica                         | Ngắn      |
| 2015 | Jupiter Ascending                               | Katharine Dunlevy               |           |
| 2015 | Bone in the Throat                              | Sophie                          |           |
| 2015 | Everest                                         | Sandy Hill                      |           |
| 2016 | Genius                                          | Zelda Fitzgerald                |           |
| 2016 | Kill Command                                    | Katherine Mills                 |           |
| 2016 | Me Before You                                   | Alicia Dewares                  |           |
| 2018 | Mission: Impossible – Fallout                   | Alanna Mitsopolis / White Widow |           |
| 2019 | Mr. Jones                                       | Ada Brooks                      |           |
| 2019 | Hobbs & Shaw                                    | Hattie Shaw                     |           |
| 2021 | Mission: Impossible 7                           | Alanna Mitsopolis / White Widow | Đang quay |
| TBA  | The World to Come                               |                                 | Hậu kỳ    |
| TBA  | Pieces of a Woman                               |                                 | Đang quay |

### Truyền hình
| Năm       | Tên                         | Vai                | Chú thích                     |
| --------- | --------------------------- | ------------------ | ----------------------------- |
| 2011      | The Hour                    | Ruth Elms          | 3 tập                         |
| 2011      | Great Expectations          | Estella Havisham   | Series phim ngắn; 3 tập       |
| 2012      | Labyrinth                   | Alice Tanner       | Series phim ngắn; 2 tập       |
| 2013      | Agatha Christie's Poirot    | Celia Ravenscroft  | Tập: "Elephants Can Remember" |
| 2015      | The Dresser                 | Irene              | Phim truyền hình              |
| 2015      | The Frankenstein Chronicles | Lady Jemima Hervey | Vai chính; 7 tập              |
| 2016–2017 | The Crown                   | Vương nữ Margaret  | Vai chính; 17 tập             |

## Giải thưởng và đề cử
| Năm  | Giải thưởng                        | Hạng mục                                     | Đối tượng đề cử           | Kết quả   |
| ---- | ---------------------------------- | -------------------------------------------- | ------------------------- | --------- |
| 2010 | Giải Ian Charleson                 |                                              | Ghosts                    | Đề cử     |
| 2011 | Giải Ian Charleson                 | Hạng 3                                       | A Midsummer Night's Dream | Đoạt giải |
| 2011 | Giải Ian Charleson                 | Hạng 3                                       | As You Like It            | Đoạt giải |
| 2011 | Giải Ian Charleson                 | Hạng 3                                       | Women Beware Women        | Đoạt giải |
| 2012 | Giải Ian Charleson                 | Special Commendations                        | Three Sisters             | Đề cử     |
| 2015 | Giải WhatsOnStage                  | Nữ phụ xuất sắc trong vở kịch                | A Streetcar Named Desire  | Đoạt giải |
| 2017 | Giải BAFTA                         | Nữ phụ xuất sắc                              | The Crown                 | Đề cử     |
| 2017 | Giải Nghiệp đoàn Diễn viên Màn ảnh | Dàn diễn viên xuất sắc trong phim chính kịch | The Crown                 | Đề cử     |
| 2017 | Giải Glamour                       | Nữ diễn viên truyền hình Anh Quốc            | The Crown                 | Đoạt giải |
| 2018 | Giải Nghiệp đoàn Diễn viên Màn ảnh | Nữ phụ xuất sắc                              | The Crown                 | Đoạt giải |
| 2018 | Giải Primetime Emmy                | Nữ phụ xuất sắc trong phim chính kịch        | The Crown                 | Đề cử     |